# Újlőrincfalva
Újlőrincfalva község Heves vármegye Füzesabonyi járásában.

## Fekvése
A Tisza folyó jobb partján fekszik, a Tisza-tó közelében. Közigazgatásilag a határai között terül el az egykori Kiskörei-víztározó területének közel egynegyede, mely területnek nagy része a Hortobágyi Nemzeti Park oltalma alá esik. Északnyugati határai között viszont két másik, nagyobbacska terület egy egészen más, védelemre érdemes élőhelytípusba tartozik: ezek a Hevesi Füves Puszták Tájvédelmi Körzet részei.
Tulajdonképpen csak két települési szomszédja van: északkelet felől Poroszló, délnyugat felől pedig Sarud, kiterjedt külterületei révén azonban határos még Besenyőtelekkel és Tiszanánával, valamint a folyó túlpartján elhelyezkedő Tiszafüreddel, Tiszaszőlőssel, Tiszaderzzsel és Abádszalókkal is.

### Megközelítése
Csak közúton érhető el, Sarud vagy Poroszló érintésével, a 3213-as úton. Vasútvonal nem érinti, a legközelebbi vasúti csatlakozási lehetőséget a Debrecen–Füzesabony-vasútvonal Poroszló vasútállomása kínálja, mintegy 5 kilométerre északkeletre.

## Nevének eredete
Nevét Schlauch Lőrincz püspök után kapta, aki az 1876-os árvíz után saját birtokán adott helyet Tisza-halász egész lakosságának áttelepítésére.

## Története
Újlőrinczfalva régen nem mai helyén, hanem  a „Cserőközben”, a Tisza egyik morotvájában (szigetében) feküdt. A falu az egri püspökség ősi birtokai közé tartozott; a püspökség 1261 évi megerősítő-levelében az egri egyház legrégibb birtokai között Halaz in Chereukuz alakban írva említették először, később pedig Tisza-Halász néven említették az oklevelek.
Az 1546. évi összeírás szerint az egri püspökség földesúri hatósága alá tartozott, 11 portával, ebből 7 adóköteles és 4 adómentes volt. 1549-ben 6, 1552-ben 5 portát írtak itt össze. Az 1554. évi adóösszeírásban pedig már az elpusztult helységek között tartották számon. 1564-ben már újra mint lakott hely szerepelt, ekkor 6 portával vették fel az összeírásba.
1612-ben Mező János és Török Bálint birtoka volt, akik a nádortól nyerték adományba, mikor az 1609 évi 10. törvénycikk értelmében a püspöki birtokokat a kincstár kezelésébe vették és Ónod és Szendrő szükségleteire rendelték fordítani. Az 1670-es évek közepén a falut a rablóktól való félelem következtében lakosai elhagyták. 1693-ban az egri püspök pusztájaként szerepelt az összeírásban.
Az 1876. évi nagy árvíz után Schlauch Lőrinc szatmári püspök volt a falu birtokosa, aki a községet a pusztahidvégi pusztára telepítette és a kitelepítő püspök nevéről elsőre Lőrincfalvának, majd Újlőrincfalvának nevezték el.
1804-ben a szatmári püspökség birtokába került. Jelenlegi nevét az 1903 évi 23.197 számú belügyminiszteri rendelet állapította meg. A 20. század elején legnagyobb birtokosai a szatmári püspökség, gróf Nemes Vinczéné, a tiszanánai gazdák, Losonczy Mihály és Borbély Géza voltak, és Heves vármegye Tiszafüredi járásához tartozott az 1950-es megyerendezésig.
1910-ben 429 magyar lakosa volt. Ebből 276 római katolikus, 149 református volt.
A község területének több mint 2/3 része, így a régi Tiszahalász helye is víz alatt áll az 1970-es években megépült (akkor még Kiskörei-víztározónak nevezett) Tisza-tó megépítése miatt.
A település a rendszerváltás előtt társközségként működött Poroszló községgel közös tanácsi rendszerben.

## Közélete

### Polgármesterei
- 1990–1994: Soltész András (MSZP)[3]
- 1994–1998: Soltész András (független)[4]
- 1998–2002: Soltész András (független)[5]
- 2002–2006: Soltész András Márton (független)[6]
- 2006–2010: Soltész András (független)[7]
- 2010–2014: Zsebe Zsolt (független)[8]
- 2014–2019: Zsebe Zsolt (független)[9]
- 2019–2024: Zsebe Zsolt (független)[10]
- 2024– : Zsebe Zsolt (független)[1]

## Népesség
A település népességének változása:
| Lakosok száma | 214  | 197  | 191  | 198  | 182  | 196  | 193  |
|               | 2013 | 2014 | 2015 | 2021 | 2022 | 2023 | 2024 |

2001-ben a település lakosságának közel 100%-a magyar nemzetiségűnek vallotta magát.
A 2011-es népszámlálás során a lakosok 91%-a magyarnak, 0,5% németnek, 0,9% románnak mondta magát (8,5% nem nyilatkozott; a kettős identitások miatt a végösszeg nagyobb lehet 100%-nál). A vallási megoszlás a következő volt: római katolikus 60,4%, református 12,7%, evangélikus 0,5%, felekezeten kívüli 10,8% (13,7% nem nyilatkozott).
2022-ben a lakosság 87,4%-a vallotta magát magyarnak, 3,3% cigánynak, 1,1% németnek, 1,1% románnak, 0,5% görögnek, 0,5% lengyelnek, 2,7% egyéb, nem hazai nemzetiségűnek (10,4% nem nyilatkozott; a kettős identitások miatt a végösszeg nagyobb lehet 100%-nál). Vallásuk szerint 37,4% volt római katolikus, 11,5% református, 0,5% görög katolikus, 0,5% egyéb katolikus, 13,7% felekezeten kívüli (34,1% nem válaszolt).

## Nevezetességek
- Római katolikus templom, amelyet Kisboldogasszony tiszteletére szenteltek fel.
- Református templom
- Életfa-szobor

## Testvértelepülés
- Lőrincfalva, Erdély (Maros megye) (2003)
- Łęka Opatowska, Lengyelország (2004)